# Brett Dean
Brett Dean (født 23. oktober 1961 i Brisbane, Australien) er en australsk komponist, violinist og dirigent.
Dean studerede violin på Musikkonservatoriet i Queensland. Han var ansat som violinist i Berliner Philharmonikerne (1985-1999).
Han startede sent som komponist (1988), og er primært selvlært. Brett Dean har skrevet en symfoni, orkesterværker, filmmusik,
kammermusik, scenemusik, koncerter, opera, korværker og sange etc.

## Udvalgte værker
- "Pastorale Symfoni" (2000) - for kammerorkester.
- "Lyksalighed" (2010) - opera.
- "Socrates sidste dage" (2013) - for basbaryton, kor og orkester .
- "Elektrisk Preludium" (2014) - for orkester.